# Pigeon Island (Sainte-Lucie)
Pigeon Island (aussi appelé Pigeon Point) est une  presqu'île située en face de Gros-Islet, à Sainte-Lucie. Originellement entourée par l'eau, elle est désormais accessible par une route. La zone est classée par le Saint Lucia National Trust (en) en tant que parc national depuis 1979, et National Landmark depuis 1992. Le parc abrite les ruines de Fort Rodney, qui fut le lieu des combats entre Français et Anglais pour le contrôle de la zone à la fin du XVIIIe siècle.

## Emplacement
Pigeon Island se trouve au nord-ouest de Sainte-Lucie, à 17 km de la capitale, Castries. La presqu'île forme la partie nord de Rodney Bay. Elle est reliée par une route au bourg de Gros Islet.

## Description
Pigeon Island couvre environ 18 ha. L'accès au parc qui couvre l'intégralité de l'île est soumis au paiement d'un droit d'entrée. On y trouve plusieurs ruines de bâtiments historiques, trois plages, un restaurant. Plusieurs sommets dominent Pigeon Island : Fort Rodney se trouve sur l'un d'entre eux. Depuis le sommet de la presqu'île, la vue porte sur la côte ouest de Sainte-Lucie jusqu'aux pitons, et sur la Martinique au nord.
Bâtiments historiques présents sur l'île :
- Fort Rodney : il est construit par les Anglais en 1778 avec deux objectifs : défendre la baie de Gros-Islet, et servir de point d'observation vers la base française de Fort-Royal au nord. Son armement initial consistait en trois canons de 24 livres et deux mortiers de 11 pouces et demi. La plateforme qui soutenait les canons permettait aussi de collecter l'eau grâce à un drain et un puits. Cette eau pouvait servir à nettoyer les canons, ou être filtrée pour servir d'eau potable à la garnison. A côté du puits se trouve une poudrière[2].
- Redoute : cette redoute située au pied de Signal Peak servait d'avant-poste à Fort Rodney afin de protéger l'île d'une attaque surprise par la mer[3].
- Batterie (Ridge Battery) : c'est sur cette batterie que se trouvait le plus gros canon de Pigeon Island lors de la période d'occupation anglaise. Ce canon de 32 livres pouvait être orienté vers le nord pour défendre le canal de Sainte-Lucie, ou le sud pour défendre l'accès à la baie. Il a servi efficacement lorsque les Français ont tenté d'envahir Gros Islet en 1781[4].
- Cuisine des officiers : ce bâtiment, construit en 1778, a été reconstruit en 1824. Les assises en pierre du XVIIIe siècle sont encore visibles[5].
- Mess et quartiers des officiers : il ne reste du bâtiment original de 1824 que les fondations et quelques arches. Le bâtiment a été reconstruit pour accueillir aujourd'hui le centre d'interprétation de Pigeon Island[6].
- Caserne : les deux ailes de la caserne permettaient de loger 60 militaires. Construit en 1808, la caserne fut rebâtie en 1824 après avoir été endommagée lors d'un cyclone[7].

|                                   |
| Fort Rodney, vue sur la poudrière |

|         |
| Redoute |

|          |
| Batterie |

|                       |
| Cuisine des officiers |

|                    |
| Mess des officiers |

|         |
| Caserne |

## Histoire

### Les premiers occupants de l'île
Les premiers habitants de Pigeon Island sont probablement les indiens Caraïbes, qui s'installent sur l'île autour de l'an mil. Les grottes qui se trouvent sur le rivage de Pigeon Island leur servaient d'abri en complément de leurs constructions en bois. 
Après l'arrivée des Européens dans la région, l'île devient un repaire de pirates au XVIe siècle. Ceux-ci sont notamment menés par un pirate normand du nom de François Le Clerc, surnommé "Jambe de Bois". 

### Guerres franco-anglaises
En 1778, les Anglais parviennent à conquérir l'île, alors sous domination française. Afin de protéger la baie de Gros-Islet d'un débarquement français et de surveiller la flotte française basée en Martinique, les Anglais construisent en 1778 fort Rodney sur Pigeon Island. L'amiral George Rodney dit de cet endroit :
« this is the post the Governor of Martinique had set his eye on and if possessed by the enemy would deprive us of the best anchorage place in these islands and from which Martinique is always attackable… »
« C'est l'emplacement que convoite le gouverneur de Martinique, et si l'ennemi en prenait possession, il nous priverait du meilleur mouillage de ces îles, un endroit d'où la Martinique peut toujours être attaquée... »
Cette position privilégiée a fait de Pigeon Island un lieu de ravitaillement pour les navires de la marine britannique entre la fin du XVIIIe siècle et le début du XIXe siècle. C'est de plus de Pigeon Island que les soldats de Rodney repèrent les mouvements des navires de l'amiral de Grasse, ce qui amènera la défaite de ce dernier à la bataille des Saintes en 1782.
Entre 1795 et 1797, des esclaves affranchis par la France révolutionnaire prennent le pouvoir à Sainte-Lucie, par peur d'être à nouveau réduits en esclavage sous domination britannique. Les infrastructures de Pigeon Island sont alors largement détruites.
Une garnison anglaise reste sur l'île jusqu'en 1861.

### XXesiècle
De la moitié du XIXe siècle au début du XXe siècle, Pigeon Island est utilisée comme camp pour des travailleurs travaillant sous indenture. En 1909, une station baleinière est installée sur Pigeon Island. Elle cesse son activité en 1952.
Entre 1937 et 1970, l'île est louée par Josset Legh (connue aussi sous le nom de Josset Agnes Huchinson), une actrice de la troupe théâtrale fondée par Richard D'Oyly Carte. Elle quitte l'île pendant la Seconde Guerre mondiale, lorsque Rodney Bay est utilisée comme base par la marine américaine. Une station de communication est alors construite sur Pigeon Island. Elle sert jusqu'en 1947, date à laquelle Josset Legh revient occuper l'île. La maison que Legh occupait sur l'île est détruite en 1980.

### Période contemporaine
En 1972-1973, une route est construite pour relier l'île à la côte. Le gouvernement de Sainte-Lucie décide en 1979 de faire de Pigeon Island un parc national (National Park), puis un site national (National Landmark) en 1992. Le site est ouvert à la visite.

## Gouvernance
Pigeon Island est intégrée au sein du Pigeon Island National Landmark (PINL). Ce site est géré depuis 1983 par le Saint Lucia National Trust, une fondation créée par le gouvernement de Sainte-Lucie en 1975. La fondation est néanmoins indépendante du pouvoir dans sa gestion du patrimoine de l'île,.

## Tourisme et culture
Pigeon Island est le deuxième site le plus visité de Sainte-Lucie, accueillant près de 100 000 visiteurs par an entre 2012 et 2019. Plusieurs activités peuvent être réalisées sur l'île : randonnée, plongée, escalade... Des plages peuvent aussi accueillir les visiteurs.
Chaque année depuis 1991, le Festival de jazz et des arts de Sainte-Lucie est organisé en mai sur Pigeon Island, où se trouve la scène principale du festival. Toutefois, le Saint Lucia National Trust alerte en 2024 sur la nécessité de limiter l'ampleur des événements ayant lieu sur l'île afin de préserver le patrimoine historique qui s'y trouve.

### Webographie
- Notices d'autorité :   - VIAF